# Maite Beaumont
Maite Beaumont (geboren 1974 in Pamplona) ist eine spanische Opernsängerin der Stimmlage Mezzosopran.

## Leben und Werk
Beaumont studierte Gesang und Geige am Conservatorio Navarro de Música Pablo Sarasate ihrer Heimatstadt sowie von 1999 bis 2003 bei Hanna Schwarz an der Hochschule für Musik und Theater Hamburg. Von 2001 bis 2003 zählte sie zu den Mitgliedern des Internationalen Opernstudios der Hamburgischen Staatsoper und wurde anschließend in das Ensemble des Hauses engagiert. Ihren Durchbruch hatte sie 2002, damals noch Mitglied des Opernstudios, als sie für die erkrankte Magdalena Kožená  kurzfristig die Partie des Ruggiero in der Neuproduktion von Händels Alcina übernahm.
Sie sang in zahlreichen Hamburger Neuproduktionen – die Smeraldine in der Liebe zu den drei Orangen, die Ottavia in L’incoronazione di Poppea, die Hosenrollen des Sesto (in Giulio Cesare in Egitto), des Annio (in La clemenza di Tito) und des Idamante (im Idomeneo), sowie die Zenobia (in Radamisto) und die Angelina (in La Cenerentola). Weiters übernahm sie die Zerlina (im Don Giovanni), die Rosine (im Barbiere di Siviglia), den Cherubino (in Le nozze di Figaro), sowie die Muse und den Niklausse (in  Les Contes d'Hoffmann).
Seit 2006 ist Beaumont freischaffend tätig und gastiert unter anderem an der Opéra National de Paris, am Gran Teatre del Liceu in Barcelona, am Théâtre Royal de la Monnaie, an der Bayerischen Staatsoper München, am Teatro Real in Madrid sowie am Teatro Municipal von Santiago de Chile. Bei den Salzburger Festspielen 2005 debütierte sie als Dorabella in Mozarts Così fan tutte, inszeniert von Ursel und Karl-Ernst Herrmann, dirigiert von Ádám Fischer, 2006 folgte eine Reihe von Mozart-Partien an De Nederlandse Opera in Amsterdam unter der Leitung von Ingo Metzmacher. Ihr Amerika-Debüt gab die Mezzosopranistin als Sesto an der Lyric Opera of Chicago. An der Mailänder Scala debütierte sie als Melibea in Rossinis Il viaggio a Reims, am Theater an der Wien 2009 Lisetta in Haydns Il mondo della luna, dirigiert von Nikolaus Harnoncourt. 2014 kehrte sie an dieses Haus, wiederum unter Harnoncourt, zurück und sang konzertant die Donna Elvira im Don Giovanni. In der Neuproduktion Flavius Bertaridus, einer Koproduktion der Hamburgischen Staatsoper mit den Innsbrucker Festwochen der Alten Musik, übernahm sie 2011/12 die Titelpartie. Weiters sang sie die Dorabella in ihrer Heimatstadt, die Elisabetta in Maria Stuarda an der Staatsoper Unter den Linden in Berlin, die Titelrolle im Narciso von Domenico Scarlatti in Innsbruck und die Meg Page im Falstaff in Amsterdam.

### Im Konzertsaal
Im Konzertsaal trat Beaumont unter dem Dirigenten Christoph Eschenbach und beim Rheingau Musik Festival auf. Auch ihr Konzertrepertoire ist weit gefächert und reicht von Bach bis in die Gegenwart. Beispielsweise sang sie in der Uraufführung von Manfred Trojahns Ariosi für Sopran, Bassettklarinette und Orchester, einem Auftragswerk für die Salzburger Festspiele 2006, unter Sir Roger Norrington.

## Diskographie (Auswahl)
- Alcina. DG/Archiv 477 7374 (2007): Joyce DiDonato (Alcina), Maite Beaumont (Ruggiero), Karina Gauvin (Morgana), Sonia Prina (Bradamante), Kobie van Rensburg (Oronte), Vito Priante (Melisso), Laura Cherici (Oberto). Il complesso barocco, Dirigent:  Alan Curtis. (DVD)
- Radamisto: Virgin Classics 5456732 (2003), 1. Fassung: Joyce DiDonato (Radamisto), Maite Beaumont (Zenobia), Zachary Stains (Tiridate), Patrizia Ciofi (Polissena), Dominque Labelle (Fraarte), Laura Cherici (Tigrane), Carlo Lepore (Farasmane). Il complesso barocco, Dirigent:  Alan Curtis. (177 min)
- La Maga Abbandonata. Arien aus Rinaldo, Alcina und Amadigi. Mit Simone Kermes und Maite Beaumont, sowie Donna Leon (Narration), Il complesso barocco, Dirigent:  Alan Curtis. DHM 2007